# Kristijanija
Kristijanija, poznata i kao Slobodni grad Kristijanija, autonomna je zajednica sa oko 900 stanovnika koja zauzima 34 hektara u blizini Kopenhagena, glavnog grada Danske.

## Istorija
Kristijanija je nastala 1971. godine kada je grupa hipika skvotirala napuštenu vojnu bazu u blizini Kopenhagena, i proglasili je slobodnim gradom i alternativnim društvom. 
Iz Proglasa Kristijanije: “Cilj Kristijanije je da stvori samoupravno društvo u kome će svaka individua sebe smatrati odgovornom za dobrobit čitave zajednice. Naša zajednica je stvorena da bude ekonomski samoodrživa i naše namere su da istrajemo u našem ubeđenju da psihička i fizička beda mogu biti izbegnute.” 
Narod Kristijanije je razvio sopstvena pravila, potpuno nezavisna od danske vlade. Pravila zabranjuju krađu, oružje, pancire i teške droge, kao što su heroin i kokain. Kola su takođe zabranjena i stanovnici mahom voze bicikle. 
Ova enklava je dobro poznata ljubiteljima alternativnog načina života iz cele Skandinavije. Mnogi je nazivaju poslednjim utočištem hipika u Evropi. Kristijanija je za kratko vreme postala glavna turistička atrakcija u Kopenhagenu. Kristijanija ima sopstvenu valutu, loen, koja se menja otprilike 7,7 za jedan evro. 
Godinama nakon 1971. godine, danske vlasti su pokušavale da isele skvotere. Jedno vreme je čak bajkerska banda bila preuzela kontrolu nad mestom. Posle dugogodišnjih rasprava, danska vlada je odustala od pretnji da će iseliti hipike koji su se tamo bespravno naselili i priznala postojanje Kristijanije kao društvenog eksperimenta. U poslednje vreme se ponovo javljaju problemi sa novom, desničarskom vladom, koja pokušava da sprovede danske zakone na teritoriji Kristijanije. 
Novi plan za Kristijaniju naišao je, međutim, na veliko protivljenje levičarskih partija, aktivista iz mnogih organizacija za zaštitu ljudskih prava i umetnika. Prema najavljenom zakonu, Kristijanijom će ubuduće upravljati nov, nezavisan komitet, postavljen od strane vlasti. Portparol policije u Kopenhagenu izjavio je da ubuduće u Kristijaniji neće biti dozvoljena legalna prodaja narkotika. Nekoliko desetina starih i dotrajalih stambenih objekata biće srušeno, a na njihovom mestu izgradiće se novih 300 kuća. Oko 900 stanovnika Kristijanije ubuduće će morati da plaća fiksnu novčanu nadoknadu za gas i električnu energiju, koja je do sada korišćena besplatno.

## Problemi
Hašiš je po njihovim pravilima dozvoljen i prodavao se javno, na štandovima u glavnoj ulici. Uglavnom zahvaljujući bezakonju, jer Kristijanija nema oružane organe vlasti, javili su se problemi sa prodavcima teških droga, koji su zloupotrebljavali autonomiju.
Policija je do sada u nekoliko navrata pokušavala racije u Slobodnom gradu Kristijanija, ali se to završavalo velikim protestima i nemirima u kojima su korišćeni „molotovljevi kokteli“ i kamenice. Kai Vitrup, šef policije, koji je predvodio jedinu uspešnu raciju na Kristijaniju do sada, tvrdi da organi reda i mira nemaju nameru da ostanu stalno prisutni u tom kvartu: „Mi nismo okupacione snage. Uhapšeni su samo oni koji su se bavili trgovinom drogom i njima će se suditi. Ostali mogu da budu mirni, jer ne želimo nove sukobe.“
Danski istoričar Jes Fabricijus Moler tvrdi da problem sa Kristijanijom pre svega potiče iz prenaseljenosti Kopenhagena i rasta cena zemljišta: „Kristijanija se nalazi na pet minuta brodom od centra Kopenhagena, a to je primarno građevinsko zemljište. Vlada samo deluje po logici privatnog zemljišta. Svi koji žive na skupom zemljištu, to moraju da plate.“ Stanovnici Kristijanije naglašavaju da je upravo to i glavni problem, jer je profit iznad ljudi. 
Od 1994. stanovnici plaćaju vodu, struju, gas, odnošenje smeća i slično. 
Kada su vlasti 2002. zatražile da prodaja hašiša bude manje vidljiva, štandovi su prekriveni vojnim kamuflažnim mrežama. 4. januara 2004. vlasti su srušile štandove u sklopu velike policijske racije. Jedan od najšarenijih štandova je završio u Danskom narodnom muzeju i sada je deo postavke. 
24. aprila 2005. je ubijen 26. godišnji mladić, a troje ih je povređeno u obračunu bandi oko trgovine drogom. Ovo ubistvo (prvo u 35 godina) je šokiralo miroljubive stanovnike Kristijanije i donelo je mnoge nedoumice oko buduće strategije opstanka zajednice.

## Budućnost
2004. godine je danska vlada donela zakon koji ukida kolektive i sada tretira njih 900 članova kao individue. Početkom 2005. je usledila serija protesta povodom tog zakona. Suština problema je što je koncept privatnog vlasništva nespojiv sa pravilima zadružne svojine koja vladaju u Kristijaniji. 
Danska policija je upala u Kristijaniju sa oko 200 specijalaca i usledilo je jedno od najvećih masovnih hapšenja u danskoj istoriji – uhapšeno je preko sto ljudi. Većina njih su optuženi da nisu izvršavali policijska naređenja, dok su neki optuženi za nasilje protiv policije. 
U januaru 2006. vlada je predložila da Kristijanija postane legalna opština i da se izgradi još 400 novih stanova. Stanovnicima koji sada plaćaju 250 DKK (40 dolara) mesečno će biti dozvoljeno da ostanu ali da plaćaju normalne rente. Kristijanija je odbila ovaj “scenario”, ne želeći se da se slobodni grad pretvori u još jedno kopenhagensko predgrađe.

## Spoljašnje veze
- Sajt Kristijanije (језик: немачки), (језик: шпански), (језик: енглески)
- Kristijanija iz satelita na Google Maps (језик: енглески)
- Članak na Indymediji (језик: енглески)